# Campionato F3 FIDAF 2015
L'F3 2015 è stata la 4ª edizione del campionato di flag football femminile organizzato dalla FIDAF. La stagione è iniziata il 23 agosto 2015 ed è terminata il 4 ottobre 2015.

## Squadre partecipanti
| Club                   | Città    |
| ---------------------- | -------- |
| Black Matas Messina    | Messina  |
| Cudere Grosseto        | Grosseto |
| Lynx 65ers Arona       | Arona    |
| Morrigans Palermo      | Palermo  |
| Panthers Parma         | Parma    |
| Pink Elephants Catania | Catania  |
| Ranzide Trieste        | Trieste  |
| Vipers Girls Modena    | Modena   |

### Gironi
| Girone Continentale | Girone Isole           |
| ------------------- | ---------------------- |
| Cudere Grosseto     | Black Matas Messina    |
| Lynx 65ers Arona    | Morrigans Palermo      |
| Panthers Parma      | Pink Elephants Catania |
| Ranzide Trieste     |                        |
| Vipers Girls Modena |                        |

## Calendario

### 1ª giornata - Divisionale Isole
| Palermo 23 agosto 2015, ore 9:30 | Black Matas Messina | 0 – 56 | Morrigans Palermo | Impianto Sportivo Luis Ribolla |

| Palermo 23 agosto 2015, ore 10:40 | Morrigans Palermo | 27 – 20 | Pink Elephants Catania | Impianto Sportivo Luis Ribolla |

| Palermo 23 agosto 2015, ore 11:50 | Black Matas Messina | 0 – 56 | Pink Elephants Catania | Impianto Sportivo Luis Ribolla |

| Palermo 23 agosto 2015, ore 13:00 | Morrigans Palermo | 40 – 0 | Black Matas Messina | Impianto Sportivo Luis Ribolla |

### 2ª giornata - Divisionale Isole
| Taormina 30 agosto 2015, ore 14:00 | Morrigans Palermo | 12 – 20 | Pink Elephants Catania | Stadio Comunale Valerio Bacigalupo |

| Taormina 30 agosto 2015, ore 15:10 | Pink Elephants Catania | 19 – 0 | Black Matas Messina | Stadio Comunale Valerio Bacigalupo |

| Taormina 30 agosto 2015, ore 16:20 | Black Matas Messina | 0 – 41 | Morrigans Palermo | Stadio Comunale Valerio Bacigalupo |

| Taormina 30 agosto 2015, ore 17:30 | Pink Elephants Catania | 27 – 6 | Morrigans Palermo | Stadio Comunale Valerio Bacigalupo |

| Taormina 30 agosto 2015, ore 18:40 | Pink Elephants Catania | 33 – 0 | Black Matas Messina | Stadio Comunale Valerio Bacigalupo |

### 3ª giornata - Divisionale Continentale
| Modena 6 settembre 2015, ore 13:00 | Ranzide Trieste | 27 – 6 | Cudere Grosseto | Centro Sportivo ex CNH - Campo 2 |

| Modena 6 settembre 2015, ore 13:00 | Lynx 65ers Arona | 41 – 6 | Vipers Girls Modena | Centro Sportivo ex CNH - Campo 1 |

| Modena 6 settembre 2015, ore 14:30 | Vipers Girls Modena | 0 – 45 | Ranzide Trieste | Centro Sportivo ex CNH - Campo 1 |

| Modena 6 settembre 2015, ore 14:30 | Cudere Grosseto | 0 – 32 | Panthers Parma | Centro Sportivo ex CNH - Campo 2 |

| Modena 6 settembre 2015, ore 16:05 | Cudere Grosseto | 7 – 25 | Lynx 65ers Arona | Centro Sportivo ex CNH - Campo 2 |

| Modena 6 settembre 2015, ore 16:15 | Ranzide Trieste | 27 – 12 | Panthers Parma | Centro Sportivo ex CNH - Campo 1 |

| Modena 6 settembre 2015, ore 18:00 | Panthers Parma | 42 – 0 | Cudere Grosseto | Centro Sportivo ex CNH - Campo 2 |

| Modena 6 settembre 2015, ore 18:00 | Vipers Girls Modena | 0 – 38 | Lynx 65ers Arona | Centro Sportivo ex CNH - Campo 1 |

### 4ª giornata - Divisionale Continentale
| Ferrara 27 settembre 2015, ore 10:30 | Lynx 65ers Arona | 18 – 6 | Panthers Parma | Mike Wyatt Field - Campo 1 |

| Ferrara 27 settembre 2015, ore 10:30 | Vipers Girls Modena | 6 – 55 | Ranzide Trieste | Mike Wyatt Field - Campo 2 |

| Ferrara 27 settembre 2015, ore 11:40 | Panthers Parma | 32 – 0 | Vipers Girls Modena | Mike Wyatt Field - Campo 1 |

| Ferrara 27 settembre 2015, ore 11:40 | Ranzide Trieste | 46 – 13 | Cudere Grosseto | Mike Wyatt Field - Campo 2 |

| Ferrara 27 settembre 2015, ore 13:20 | Lynx 65ers Arona | 7 – 40 | Ranzide Trieste | Mike Wyatt Field - Campo 1 |

| Ferrara 27 settembre 2015, ore 13:20 | Cudere Grosseto | 36 – 0 | Vipers Girls Modena | Mike Wyatt Field - Campo 2 |

| Ferrara 27 settembre 2015, ore 14:30 | Cudere Grosseto | 14 – 20 | Lynx 65ers Arona | Mike Wyatt Field - Campo 1 |

| Ferrara 27 settembre 2015, ore 14:30 | Panthers Parma | 41 – 0 | Vipers Girls Modena | Mike Wyatt Field - Campo 2 |

### 5ª giornata - Interdivisionali
| Principina Terra 3 ottobre 2015, ore 11:15 | Ranzide Trieste | 41 – 0 | Black Matas Messina | Hotel Fattoria La Principina - Campo 1 |

| Principina Terra 3 ottobre 2015, ore 11:15 | Vipers Girls Modena | 6 – 26 | Cudere Grosseto | Hotel Fattoria La Principina |

| Principina Terra 3 ottobre 2015, ore 12:30 | Morrigans Palermo | 6 – 0 | Panthers Parma | Hotel Fattoria La Principina - Campo 1 |

| Principina Terra 3 ottobre 2015, ore 12:30 | Pink Elephants Catania | 21 – 6 | Lynx 65ers Arona | Hotel Fattoria La Principina - Campo 4 |

| Principina Terra 3 ottobre 2015, ore 15:00 | Black Matas Messina | 0 – 19 | Cudere Grosseto | Hotel Fattoria La Principina - Campo 1 |

| Principina Terra 3 ottobre 2015, ore 15:00 | Ranzide Trieste | 40 – 6 | Lynx 65ers Arona | Hotel Fattoria La Principina - Campo 4 |

| Principina Terra 3 ottobre 2015, ore 16:15 | Morrigans Palermo | 37 – 0 | Vipers Girls Modena | Hotel Fattoria La Principina - Campo 1 |

| Principina Terra 3 ottobre 2015, ore 16:15 | Pink Elephants Catania | 13 – 26 | Panthers Parma | Hotel Fattoria La Principina - Campo 4 |

| Principina Terra 3 ottobre 2015, ore 17:30 | Lynx 65ers Arona | 6 – 12 | Morrigans Palermo | Hotel Fattoria La Principina - Campo 1 |

| Principina Terra 3 ottobre 2015, ore 17:30 | Ranzide Trieste | 35 – 20 | Pink Elephants Catania | Hotel Fattoria La Principina - Campo 4 |

| Principina Terra 3 ottobre 2015, ore 17:30 | Panthers Parma | 60 – 0 | Black Matas Messina | Hotel Fattoria La Principina - Campo 3 |

| Principina Terra 4 ottobre 2015, ore 8:30 | Ranzide Trieste | 27 – 13 | Panthers Parma | Hotel Fattoria La Principina - Campo 1 |

| Principina Terra 4 ottobre 2015, ore 8:30 | Black Matas Messina | 6 – 27 | Lynx 65ers Arona | Hotel Fattoria La Principina - Campo 4 |

| Principina Terra 4 ottobre 2015, ore 9:45 | Morrigans Palermo | 28 – 0 | Cudere Grosseto | Hotel Fattoria La Principina - Campo 1 |

| Principina Terra 4 ottobre 2015, ore 9:45 | Pink Elephants Catania | 28 – 6 | Vipers Girls Modena | Hotel Fattoria La Principina - Campo 4 |

| Principina Terra 4 ottobre 2015, ore 11:00 | Panthers Parma | 28 – 14 | Lynx 65ers Arona | Hotel Fattoria La Principina - Campo 1 |

| Principina Terra 4 ottobre 2015, ore 11:00 | Vipers Girls Modena | 14 – 7 | Black Matas Messina | Hotel Fattoria La Principina - Campo 4 |

| Principina Terra 4 ottobre 2015, ore 12:15 | Morrigans Palermo | - – - () | Ranzide Trieste | Hotel Fattoria La Principina - Campo 1 |

| Principina Terra 4 ottobre 2015, ore 12:15 | Pink Elephants Catania | 32 – 0 | Cudere Grosseto | Hotel Fattoria La Principina - Campo 4 |

### Classifica della regular season
Le classifiche della regular season sono le seguenti:
- PCT = percentuale di vittorie, G = partite giocate, V = partite vinte, P = partite perse, PF = punti fatti, PS = punti subiti
- La qualificazione diretta alla finale è indicata in giallo

#### Girone Continentale
| Pos. | Squadra             | PCT   | G  | V | P  | PF  | PS  |
| ---- | ------------------- | ----- | -- | - | -- | --- | --- |
| 1    | Ranzide Trieste     | 1.000 | 9  | 9 | 0  | 363 | 77  |
| 2    | Panthers Parma      | .636  | 11 | 7 | 4  | 292 | 105 |
| 3    | Lynx 65ers Arona    | .600  | 10 | 6 | 4  | 202 | 140 |
| 4    | Cudere Grosseto     | .200  | 10 | 2 | 8  | 102 | 258 |
| 5    | Vipers Girls Modena | .091  | 11 | 1 | 10 | 38  | 406 |

#### Girone Isole
| Pos. | Squadra                | PCT  | G  | V | P  | PF  | PS  |
| ---- | ---------------------- | ---- | -- | - | -- | --- | --- |
| 1    | Morrigans Palermo      | .800 | 10 | 8 | 2  | 265 | 73  |
| 2    | Pink Elephants Catania | .727 | 11 | 8 | 3  | 289 | 118 |
| 3    | Black Matas Messina    | .000 | 10 | 0 | 10 | 13  | 387 |

### Finale
| Principina Terra 4 ottobre 2015, ore 14:00 | Ranzide Trieste | 18 – 0 | Morrigans Palermo | Hotel Fattoria La Principina - Campo 1 |

## Campione d'Italia
| Campione d'Italia 2015 Ranzide Trieste (3º titolo) |